# Joan McAlpine
Joan McAlpine, född 28 januari 1962, är en skotsk journalist och politiker i det skotska parlamentet, representerande Skottlands nationella parti (Scottish National Party) och regionen "södra Skottland". Hon har en kolumn i dagstidningen The Scotsman och driver den prisbelönade bloggen Go Lassie Go.